# Carl Robert Sandberg
Carl Robert Sandberg, född 22 augusti 1846 i Gävle, död 16 januari 1926 i Partille, var en svensk läkare. Han var son till Olof Robert Sandberg.
Sandberg blev student vid Uppsala universitet 1864, medicine kandidat 1870 och medicine licentiat vid Karolinska institutet i Stockholm 1874. Han var praktiserande läkare i Gävle från samma år, läkare vid länscellfängelset där 1876–1896, andre bataljonsläkare vid Hälsinge regemente i Mohed 1884–1888, förste bataljonsläkare där 1888–1895 och regementsläkare 1895–1906, fördelningsläkare vid sjätte arméfördelningen 1903–1909 och i Fältläkarkårens reserv från 1909. 
Under sin studietid i Uppsala tillhörde Sandberg den av Oscar Arpi ledda Allmänna Sången och var 1867 en av dess så kallade parisersångare.